# London Luton Airport
London Luton Airport (IATA-lufthavnskode: LTN, ICAO-lufthavnskode: EGGW) er en international lufthavn beliggende i udkanten af byen Luton i Bedfordshire, England, ca. 50 km. nordvest for London. Det er den fjerdestørste lufthavn i London-området efter Heathrow, Gatwick og Stansted og er en af Londons fem internationale lufthavne sammen med London City Airport.
I 2005 steg Lutons samlede passagerantal med 21,5% til 9,13 mio., hvilket gør den til den sjette travleste lufthavn i Storbritannien og den hurtigst voksende større lufthavn i Storbritannien. I 2006 faldt væksten imidlertid en del, idet passagerantallet dette år var på 9,41 mio. 
Luton er særligt hub for en række lavpris- og charterselskab – p.t. drejer det sig som easyJet, Ryanair, Monarch Airlines, Thomsonfly, First Choice Airways, Thomas Cook Airlines, Wizz Air og Silverjet.

## Historie
Under 2. verdenskrig blev flypladsen, der blev åbnet 16. juli 1938 anvendt som base for jagerfly fra Royal Air Force. Efter krigen fortsatte lufthavnen på kommerciel basis, og var i 1972 landet mest indbringende lufthavn. En ny international terminal åbnedes i 1985. På det tidspunkt var Ryanair begyndt sine flyvninger til Irland. Ryanair skiftede i 1991 hovedhub til Stansted, hvilket betød at Lutons indtjening og passagerantal faldt betragteligt. I slutningen af 1990'erne begyndte Airtours, Debonair og easyJet at anvende lufthavnen, sidstnævnte endda som sin hovedhub. En stor tilbygning til terminalbygningen blev indviet i 2005, hvor passagerantallet blev det højeste nogensinde.

## Ekstene henvisninger
- Wikimedia Commons har flere filer relateret til London Luton Airport
- London Luton Airports hjemmeside (engelsk) Arkiveret 1. maj 2011 hos  Wayback Machine
- Transport fra Luton Airport til London (dansk guide)